# Sofia di Hohenzollern
Sofia di Hohenzollern (Königsberg, 31 marzo 1582 – Goldingen, 24 novembre 1610) era figlia di Alberto Federico di Prussia, duca di Prussia, e di Maria Eleonora di Jülich-Kleve-Berg.

## Biografia
Venne data in moglie a Guglielmo, figlio di Gottardo Kettler, duca di Curlandia e Livonia, che sposò a Königsberg il 22 ottobre 1609.
Sofia diede al marito un solo figlio:
- Giacomo (1610-1682), che sposò Luisa Carlotta di Brandeburgo ed ereditò nel 1640 il ducato Curlandia e Livonia.

Sofia non riuscì mai a divenire duchessa in quanto morì quasi un mese dopo aver dato alla luce il figlio. Suo marito, che non si risposò, divenne duca alla morte del fratello maggiore Federico nel 1639 e mantenne il titolo solo per un anno.

## Ascendenza
|                                     |                       |                              | Genitori                           |  |  | Nonni |  |  | Bisnonni                          |  |  | Trisnonni                  |  |
|                                     |                       |                              |                                    |  |  |       |  |  | Federico I di Brandeburgo-Ansbach |  |  | Alberto III di Brandeburgo |  |
|                                     |                       |                              |                                    |  |  |       |  |  | Federico I di Brandeburgo-Ansbach |  |  | Alberto III di Brandeburgo |  |
|                                     |                       | Anna di Sassonia             |                                    |  |  |       |  |  | Federico I di Brandeburgo-Ansbach |  |  |                            |  |
| Alberto I di Prussia                |                       |                              |                                    |  |  |       |  |  | Federico I di Brandeburgo-Ansbach |  |  |                            |  |
|                                     |                       | Sofia di Polonia             | Casimiro IV di Polonia             |  |  |       |  |  |                                   |  |  |                            |  |
|                                     |                       | Sofia di Polonia             | Casimiro IV di Polonia             |  |  |       |  |  |                                   |  |  |                            |  |
|                                     |                       | Sofia di Polonia             | Elisabetta d'Asburgo               |  |  |       |  |  |                                   |  |  |                            |  |
| Alberto Federico di Prussia         |                       | Sofia di Polonia             |                                    |  |  |       |  |  |                                   |  |  |                            |  |
|                                     |                       | Eric I di Brunswick-Lüneburg | Guglielmo IV di Brunswick-Lüneburg |  |  |       |  |  |                                   |  |  |                            |  |
|                                     |                       | Eric I di Brunswick-Lüneburg | Guglielmo IV di Brunswick-Lüneburg |  |  |       |  |  |                                   |  |  |                            |  |
|                                     |                       | Eric I di Brunswick-Lüneburg | Elisabetta di Stolberg-Wernigerode |  |  |       |  |  |                                   |  |  |                            |  |
| Anna Maria di Brunswick-Lüneburg    |                       | Eric I di Brunswick-Lüneburg |                                    |  |  |       |  |  |                                   |  |  |                            |  |
|                                     |                       | Elisabetta di Brandeburgo    | Gioacchino I di Brandeburgo        |  |  |       |  |  |                                   |  |  |                            |  |
|                                     |                       | Elisabetta di Brandeburgo    | Gioacchino I di Brandeburgo        |  |  |       |  |  |                                   |  |  |                            |  |
|                                     |                       | Elisabetta di Brandeburgo    | Elisabetta di Danimarca            |  |  |       |  |  |                                   |  |  |                            |  |
| Sofia di Prussia                    |                       | Elisabetta di Brandeburgo    |                                    |  |  |       |  |  |                                   |  |  |                            |  |
|                                     | Giovanni III di Kleve | Giovanni II di Kleve         |                                    |  |  |       |  |  |                                   |  |  |                            |  |
|                                     | Giovanni III di Kleve | Giovanni II di Kleve         |                                    |  |  |       |  |  |                                   |  |  |                            |  |
|                                     | Giovanni III di Kleve | Matilde d'Assia              |                                    |  |  |       |  |  |                                   |  |  |                            |  |
| Guglielmo di Jülich-Kleve-Berg      | Giovanni III di Kleve |                              |                                    |  |  |       |  |  |                                   |  |  |                            |  |
|                                     |                       | Maria di Jülich-Berg         | Guglielmo di Jülich-Berg           |  |  |       |  |  |                                   |  |  |                            |  |
|                                     |                       | Maria di Jülich-Berg         | Guglielmo di Jülich-Berg           |  |  |       |  |  |                                   |  |  |                            |  |
|                                     |                       | Maria di Jülich-Berg         | Sibilla di Hohenzollern            |  |  |       |  |  |                                   |  |  |                            |  |
| Maria Eleonora di Jülich-Kleve-Berg |                       | Maria di Jülich-Berg         |                                    |  |  |       |  |  |                                   |  |  |                            |  |
|                                     |                       | Ferdinando I d'Asburgo       | Filippo I d'Asburgo                |  |  |       |  |  |                                   |  |  |                            |  |
|                                     |                       | Ferdinando I d'Asburgo       | Filippo I d'Asburgo                |  |  |       |  |  |                                   |  |  |                            |  |
|                                     |                       | Ferdinando I d'Asburgo       | Giovanna di Castiglia              |  |  |       |  |  |                                   |  |  |                            |  |
| Maria d'Austria                     |                       | Ferdinando I d'Asburgo       |                                    |  |  |       |  |  |                                   |  |  |                            |  |
|                                     |                       | Anna Jagellone               | Ladislao II di Boemia              |  |  |       |  |  |                                   |  |  |                            |  |
|                                     |                       | Anna Jagellone               | Ladislao II di Boemia              |  |  |       |  |  |                                   |  |  |                            |  |
|                                     |                       | Anna Jagellone               | Anna di Foix-Candale               |  |  |       |  |  |                                   |  |  |                            |  |
|                                     |                       | Anna Jagellone               |                                    |  |  |       |  |  |                                   |  |  |                            |  |